# Acuerdo Bérard-Jordana
El Acuerdo Bérard-Jordana, fue un pacto concluido el 25 de febrero de 1939 entre el gobierno de la III República Francesa y el gobierno español dirigido por Francisco Franco en Burgos, semanas antes que terminase la guerra civil española. El acuerdo constituía oficialmente una declaración conjunta franco-española de buena vecindad pero también contenía un convenio tácito de ambos regímenes: el gobierno francés obtenía una promesa de neutralidad española, mientras que a cambio el franquismo era reconocido por Francia como gobierno legítimo de España.

## Antecedentes
La guerra civil española había empezado el 17 de julio de 1936 y aunque el gobierno socialista francés del premier Léon Blum (en el poder desde mayo de 1936) tenía simpatías hacia la Segunda República Española, Francia rehusó intervenir activamente en la lucha. En marzo de 1938 se modificó la composición del gobierno francés y Edouard Daladier asumió el cargo de primer ministro, pero la neutralidad francesa se mantuvo. No obstante, a fines de diciembre de 1938 el bando sublevado de la guerra española lanzó la Ofensiva de Cataluña, que en pocas semanas aplastó la fuerza militar republicana y conquistó toda la región catalana, dejando toda la frontera franco-española de los Pirineos en poder de los rebeldes franquistas. 
Tras este triunfo del ejército nacional, la España republicana conservaba sólo el sector suroriental del territorio español, zona rodeada completamente por territorio enemigo y el Mar Mediterráneo, en una muy mala situación estratégica, y en clara inferioridad militar frente a las tropas franquistas, por lo cual los gobiernos de Francia y Gran Bretaña estimaron que el triunfo definitivo del bando franquista era ya inevitable.

## Contexto político

Mapa de Europa en 1939 (en francés).

Ante el colapso republicano en Cataluña y la toma de Barcelona por las fuerzas nacionales el 26 de enero, Francia debió acoger a cerca de 400.000 civiles españoles como refugiados en la zona fronteriza de los Pirineos. Gran número de líderes políticos y militares de la España republicana se hallaban entre los refugiados, mientras que el arrollador triunfo de los sublevados en Cataluña hacía casi inútil pensar en la salvación militar de la España republicana. 
El gobierno de Daladier decide entonces que para los intereses de Francia conviene contar con una España neutral, esperando que una promesa de reconocimiento diplomático impida a Francisco Franco unirse a alguna alianza del Tercer Reich y la Italia fascista contra Francia. Para realizar los acuerdos respectivos con el gobierno de Francisco Franco, el ministro francés de relaciones exteriores, Georges Bonnet, elige al senador Léon Bérard el 2 de febrero de 1939 para celebrar conversaciones con el gobierno de Francisco Franco. Bérard cruza a la frontera española al día siguiente y llega a Burgos (la capital del bando sublevado) el 5 de febrero con la solicitud oficial de Francia para celebrar conversaciones a nivel diplomático. 
Franco había designado como interlocutor español al conde Francisco Gómez-Jordana. Bérard se reúne el mismo 5 de febrero con Jordana y le expresa la propuesta francesa de reconocer a Franco como gobernante de facto pero Jordana le indica que el bando sublevado sólo aceptará un reconocimiento francés de iure, pues esta opción implica retirar el reconocimiento francés al gobierno del Frente Popular. Bérard a su vez manifiesta la preocupación francesa por la presencia de soldados alemanes e italianos en España. Jordana replica que tales tropas mantendrán una presencia puramente temporal, y que el régimen de Franco no permitirá bases militares de Alemania o Italia en suelo español. 
El 10 de febrero el gobierno francés es informado que el gobierno británico de Neville Chamberlain está dispuesto a reconocer diplomáticamente a Franco como gobierno legítimo de España sin condiciones previas, en tanto el triunfo final del bando sublevado parece ya irreversible y Reino Unido precisará relacionarse con el gobierno de Francisco Franco, aunque Francia aún no lo reconozca. 
Para esa fecha Bérard ya ha retornado a Francia y recibe nuevas instrucciones de Bonnet y de Daladier: Francia acepta reconocer de iure al gobierno de Franco y admitirá todas sus demandas, esperando que el bando sublevado le asegure la futura neutralidad española frente a Alemania e Italia. 
El 18 de febrero Bérard vuelve a reunirse con el conde Jordana en Burgos, y allí Jordana manifiesta que el gobierno de Francisco Franco exige a Francia la entrega incondicional de todos los bienes trasladados por el gobierno republicano a Francia, incluidas las armas destinadas a la República, como condición para llegar a acuerdos diplomáticos. Otra exigencia del bando sublevado es que Francia deberá entregar a las autoridades nacionales todos los buques o aviones del bando republicano que llegasen a territorios bajo control francés.
Al mismo tiempo, el conde Jordana expresa que el bando nacional se niega a apoyar financieramente a la manutención de los españoles republicanos en suelo francés, y rechaza todo intento de Francia para utilizar para dichos fines el dinero español bajo su custodia. Luego Jordana manifiesta que Francia y España deberán obligarse mutuamente a impedir las actividades de grupos armados que perturben la seguridad de ambos estados. 
Mientras el gobierno francés considera que este punto impedirá a España permitir bases militares alemanas o italianas, el gobierno de Francisco Franco formula esta propuesta pensando en los refugiados republicanos que intentasen penetrar de nuevo en España para iniciar una guerra de guerrillas contra el nuevo régimen. No obstante, el bando nacional rehúsa celebrar un acuerdo escrito con Francia sobre la neutralidad española, y Jordana expresa a Bérard sólo unas vagas garantías verbales de Franco en tal sentido.
La Alemania nazi ya había anexado Austria en marzo de 1938 y había repetido ello con los Sudetes checoslovacos en septiembre del mismo año, por lo cual el gobierno de Daladier temía la posibilidad que Franco aceptase la permanencia de tropas alemanas o italianas en una España con 600 kilómetros de frontera al sur de los Pirineos. Precisamente la desconfianza francesa hacia Alemania e Italia se mezclaba con la política de apaciguamiento seguida por Francia en concierto con Reino Unido, confiando en que ceder a las presiones del Eje (o de sus aliados españoles en este caso) era el único modo de evitar una guerra. 
Casi todos los líderes políticos franceses se hallaban muy recelosos ante la posibilidad de una alianza militar conjunta de la España nacional con el Eje Roma-Berlín, pero confiaban en que un trato favorable por parte de franceses y británicos impediría a Franco dar ese paso. La élite política de Francia estimaba que Franco necesitaba urgentemente capitales financieros franceses y británicos que le permitieran reconstruir la economía española muy dañada tras más de 30 meses de guerra, y que a Francia le convenía otorgar ese apoyo para así alejar a España de la órbita nazi-fascista. 
Además, en tanto Reino Unido estaba presta a reconocer incondicionalmente al gobierno de Francisco Franco con o sin apoyo francés, Daladier y Bonnet decidieron imitar la decisión británica y no ejercer presión sobre Franco respecto al tema de la neutralidad. Considerando estas premisas, conforme a las instrucciones recibidas de Daladier y del ministro Bonnet, Léon Bérard aceptó todas las demandas expresadas por el conde Jordana en nombre de Franco. El 19 de febrero Bérard terminaba sus reuniones con Jordana y volvía a Francia para informar personalmente al gobierno Daladier de lo sucedido.
A cambio de que Francia aceptase por completo las exigencias del gobierno de Francisco Franco, la única concesión presentada por el régimen de Franco fue que el bando nacional aceptaría un embajador francés en Burgos. Entre el 23 y el 25 de febrero Bérard y Jordana se reunieron por tercera vez: el enviado francés reiteró que su gobierno aceptaba sin condiciones todas las demandas de la España nacional y se ultimaban los detalles de la declaración final, fechada el mismo día 25.

## Consecuencias
El 27 de febrero el gobierno francés informaba públicamente del Acuerdo Bérard-Jordana, y el mismo día el gobierno de Reino Unido reconocía a Franco como gobernante de España, suprimiendo así los últimos lazos diplomáticos del gobierno del Frente Popular con los gobiernos de las potencias europeas; tal evento refuerza entre los líderes militares del bando republicano la sensación que la guerra está perdida sin remedio.
Cuando el 5 de marzo estalla un golpe de Estado dentro de la España republicana, los tripulantes de la flota de guerra de la República dirigen los navíos de ésta a Túnez, entonces colonia de Francia y se presentan como refugiados a las autoridades francesas. Precisamente en virtud del Acuerdo Bérard-Jordana los buques republicanos son entregados por el gobierno francés a la España franquista después de unas semanas. 
El 2 de marzo de 1939 Edouard Daladier designa al mariscal Philippe Pétain como embajador francés ante el gobierno franquista en Burgos; esta decisión se explicaba porque Pétain participó en los acuerdos de cooperación de Francia con las autoridades militares españolas en 1925 para eliminar la rebelión de Abd el Krim en Marruecos. Además, Pétain aun conservaba su prestigio de "vencedor de Verdún"" entre los militares españoles, y su simpatía personal hacia la derecha francesa eliminaba toda posible objeción de Francisco Franco a su designación. Pétain llegó a España el 16 de marzo de 1939 y se instaló como embajador en San Sebastián, hasta que la sede diplomática francesa se trasladó a Madrid en octubre del mismo año.